# East Point (Alabama)
East Point – jednostka osadnicza w Stanach Zjednoczonych, w stanie Alabama, w hrabstwie Cullman.